# Беарнез
Беарнез (на френски: sauce béarnaise) e гъст сос, използван в кулинарията, който се прави от разтопено масло и яйчени жълтъци, подправя се с естрагон, мащерка и дребен лук и се вари в оцет, за да се сгъсти. Сервира се върху яйца или месо.